# Quercus chrysolepis
Quercus chrysolepis, anomenat amb els noms en anglès Canyon Live Oak, o Golden Cup Oak, és una espècie de roure perennifoli que es troba a la part sud-oest d'Amèrica del Nord, en particular en les àrees de la costa de Califòrnia. Aquest arbre es troba sovint a prop de rierols i drenatge cunetes humides fresques que creixen en microhàbitats. Les seves fulles són d'un verd fosc brillant a la cara superior amb espines prominents, una identificació més ràpida sorgeix de les fulles d'aquest tipus de roure en les quals són geomètricament planes. Sovint són simpàtriques amb el Quercus agrifolia i diverses espècies de roure. En registres fòssils admet una distribució molt més àmplia a tot l'oest dels Estats Units durant els anys del període de l'Holocè.
Els nadius americans van utilitzar les glans d'aquesta espècie com un aliment bàsic, després de la lixiviació dels tanins, d'altra banda, la seva llavor torrada és un substitut del cafè. Després dels incendis forestals, Canyon live oak regenera vigorosament per brot basal, i la diversitat clonal d'aquesta espècie ha demostrat ser alta.

## Descripció

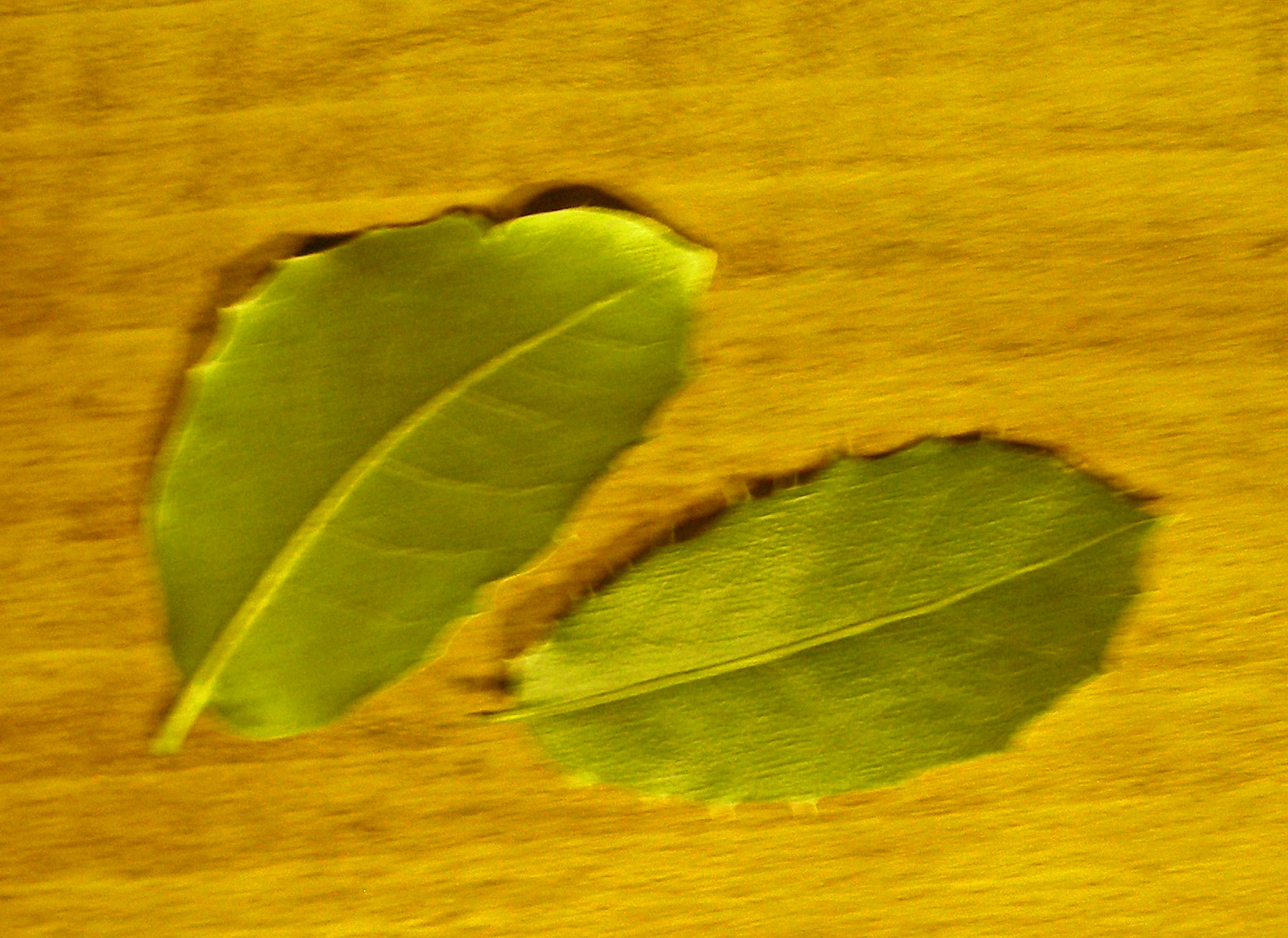
Fulles (fulla de l'esquerra és la cara inferior, la fulla de la dreta és la cara superior)

Quercus chrysolepis és un arbre perennifoli amb una significativa propagació. L'escorça és d'un color gris clar, i de vegades és bastant llisa o escamosa. El diàmetre del tronc pot variar entre 30 i 100 centímetres. Les branques són horitzontals, i la copa és àmplia i arrodonida, que aconsegueix una altura de 6 a 30 metres i es troba sovint en una forma de creixement arbustiu. L'el·líptica de les fulles oblongues són 2,5-8,0 centímetres de longitud amb una amplada del voltant de la meitat d'aquesta dimensió i, a més, les fulles són curtes punxegudes a la punta, però arrodonides o roma a la base. Encara que les fulles apareixen generalment planes, poden tenir els marges de la vora lleugerament cap a baix, típicament amb dents espinoses, particularment en les branques joves. Aquestes fulles coriàcies són d'un verd fosc brillant per sobre, amb una superfície inferior a daurat mat cap avall, sovint es torna gris i gairebé glabre el segon any. Les glans surten en solitari o en parelles, exhibint longituds de 2 a 5 centímetres, aquests fruits són variables en grandària i forma, però generalment són ovoides, com ara un turbant d'una copa poc profunda i escates gruixudes, densament cobertes de pèls grocs; la tija és amb prou feines evident.

## Distribució i hàbitat

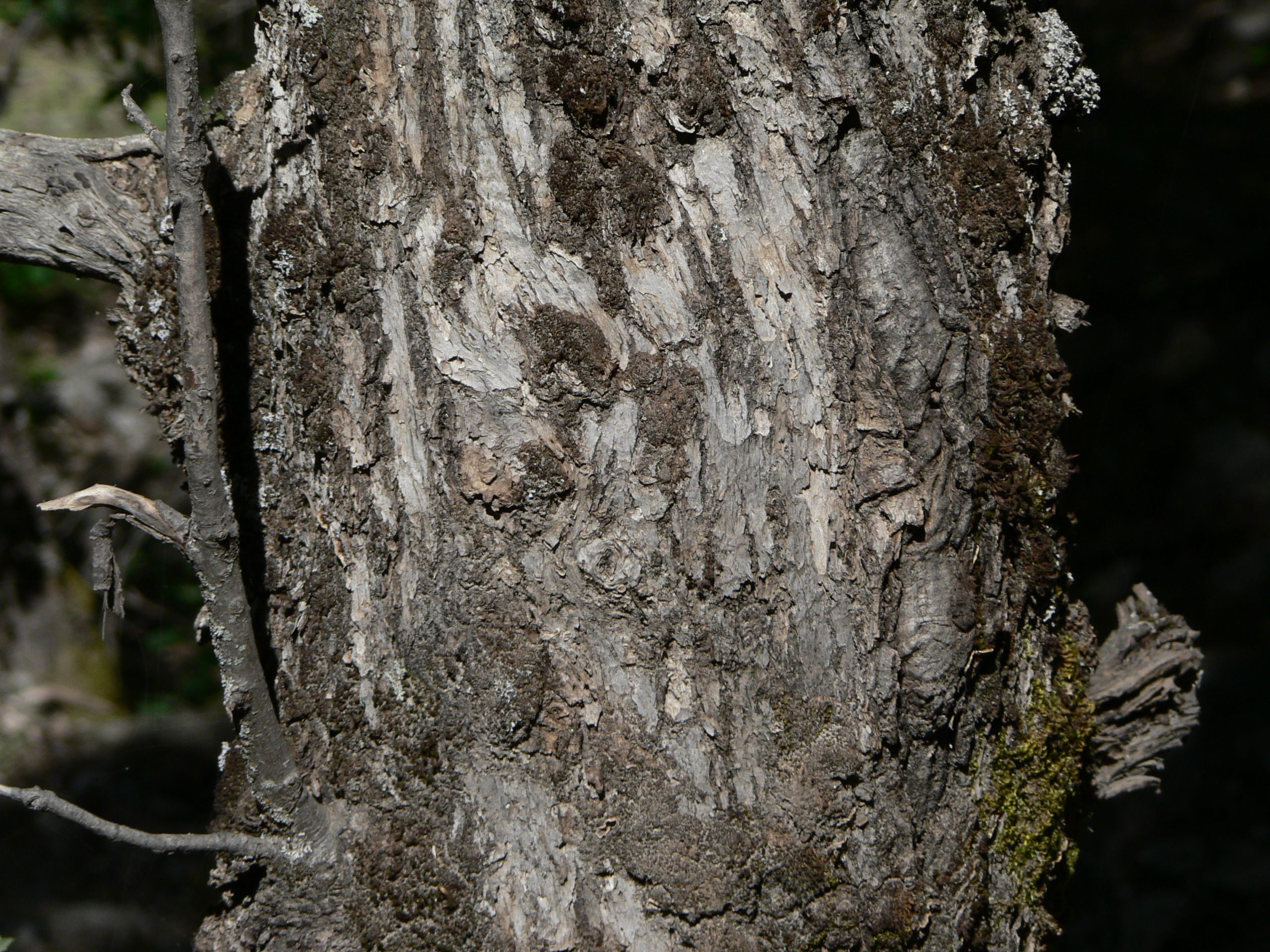
The trunk bark is gray and rough.

Quercus chrysolepis es troba en una gran varietat de boscos de les comunitats del sud-oest dels Estats Units. Únicament es troba en els 4.500 km² del bosc de l'interior de Califòrnia, incloent-hi àrees de costa i distribució discontínua en les vessants orientals del sud i centre de Sierra Nevada. Aquest arbre és rar a l'est de la carena Cascade-Sierra. Es troben poblacions disperses, da les regions muntanyoses del sud-oest de Nevada i en àrees de l'oest i centre d'Arizona i nord-oest de Mèxic.
Quercus chrysolepis és tolerant a una gran varietat de sòls, incloent-hi terrenys molt rocosos o amb còdols. És resistent a les baixes temperatures de fins - 11 °F, i creixerà en sòls neutres a moderadament àcids en àrees amb un PH de 4,5 a 7,5. Un exemple de tolerància de sòl molt rocós i sinuós és la presència d'espècies als Cedars del Comtat de Sonoma, Califòrnia. El Quercus chrysolepis creix des dels 500 a 1500 metres al sud-oest d'Oregon, al nord de Califòrnia, a partir dels 100 fins als 1400 metres, i al sud de Califòrnia, fins aproximadament als 2700 metres. El Quercus chrysolepis pot ser l'arbre dominant en les parets escarpades del canyó, especialment en llocs de sòls rocosos poc profunds. En les àrees de mitjana a alta pluviositat, que es produeix en les vessants orientades cap al sud, i en les parts més seques, més calentes de la seva distribució, en les vessants encarades cap al nord.

## Ecologia
A més de l'ús prehistòric de Quercus chrysolepis com a font d'aliment humà, les glans són consumides per una gran varietat de fauna tan diversa com Melanerpes formicivorus, Spermophilus beecheyi, Neotoma fuscipes, Reithrodontomys megalotis i Cérvol mul. Sorprenentment, sembla poca diferència en la preferència d'aliment per la fauna entre les espècies de roure diferents.
L'extensa hibridació de Quercus chrysolepis s'ha documentat amb diverses altres espècies simpàtriques de roure, probablement en un grau més gran que per a qualsevol altra espècie de Quercus. La capacitat del Quercus chrysolepis per competir amb altres arbres dominants dins de la seva àrea de distribució s'ha analitzat des del punt de vista del full d'arquitectura i fotosintètica capacitat. Els resultats de l'estudi expliquen que, en ambients de poca llum, Q. chrysolepis competeix amb espècies de mida de la fulla superior i la corona de massa per unitat de volum per la seva eficiència fotosintètica de la fulla i una major esperança de vida.
Quercus chrysolepis dona un hàbitat funcional per a molta fauna proporcionant perxa, llocs d'implantació, descans o alimentació per a nombroses espècies d'aus, i l'ombra i refugi per a diversos altres mamífers. Els Q. chrysolepis joves navegar fàcilment disponible. Els boscos de Quercus chrysolepis Canyon serveixen com un excel·lent hàbitat per al puma, a causa de la gran població de cérvols que freqüenten en aquestes àrees.
Moltes de les espècies farratgeres incloent-hi les fulles del Quercus chrysolepis llebre californiana, castor, conill de Bachman, Myodes, Tamias sonomae, Peromyscus eremicus, Peromyscus maniculatus i porc espí. Els geòmids sovint s'alimenten en el càmbium de joves Quercus chrysolepis.